# Professor Jamil
Professor Jamil este un oraș în Goiás (GO), Brazilia.